# Шалом (новине)
Шалом (тур. Şalom) су јеврејске недељне новине које се од 1947. у Истанбулу. Назив им представља турску верзију хебрејски речи шалом. Оснивач је био јеврејско-турски новинар Аврам Лејон. Осим једне стране на ладино језику, лист се у потпуности шатмпа на турском. Издавач је Иво Молинас. Уредник је Јакуп Барокас. Тираж је преко 5.000 примерака.